# Laelia furfuracea
Laelia furfuracea Lindl., 1839 è una pianta della famiglia delle Orchidacee endemica del Messico.

## Descrizione
L. furfuracea  è un'orchidea di piccolissime dimensione che cresce epifita sulla ruvida corteccia di querce di alta quota. Presenta pseudobulbi  di forma conico-ovata, con 3 nodi e leggermente scanalati che portano alla sommità una (raramente due) foglia eretta, lanceolata, ad apice acuto e piuttosto carnosa. La fioritura avviene dal tardo autunno a metà inverno mediante un'esile infiorescenza a racemo, arcuata e lunga da 15 a 35 centimetri recante da 3 a 5 fiori. I fiori sono grandi da 5 a 8 centimetri, sono profumati, di lunga durata e di colore variabile.

## Distribuzione e habitat
L. furfuracea  è una pianta endemica dello stato messicano di Oxaca, dove cresce alle alte quote di 2100 fino a 3000 metri sul livello del mare, in foreste di querce di piccole dimensioni

## Sinonimi
Amalia furfuracea  (Lindl.) Heynh.,1846

Cattleya furfuracea  (Lindl.) Beer, 1854

Bletia furfuracea  (Lindl.) Rchb.f., 1862

## Coltivazione
Questa specie cresce meglio in coltura su un bassamento di corteccia di sughero e ha bisogno di esposizione a mezz'ombra, preferisce le basse temperature e umidità abbondante durante la fioritura; è altresì necessario un periodo di riposo vegetativo.